# JR Hokkaido série KiHa 283
La série KiHa 283 (キハ283系, KiHa 283-kei) est un type d'autorail diesel exploité par la compagnie Hokkaido Railway Company (JR Hokkaido) sur les services Limited Express.

## Description
La série KiHa 283 est basée sur la série KiHa 281 plus ancienne. Les cabines de conduite sont surélevées pour améliorer la visibilité et de protéger le conducteur en cas de collision avec un véhicule ou un gros animal. Au total, 63 voitures ont été construites.

## Histoire
Les premiers rames ont été introduites sur les services Super Ōzora le 22 mars 1997.
Le 27 mai 2011, une rame de 6 voitures a été détruite par un incendie après avoir déraillé et effectué un arrêt d'urgence à Shimukappu sur la ligne Sekishō.

## Affectation
Les rames de la série KiHa 283 assurent les services Okhotsk entre Sapporo et Abashiri et les services Taisetsu entre Asahikawa et Abashiri. Dans le passé, elles ont été affectées aux services Hokuto, Ōzora et Tokachi.

## Galerie photos

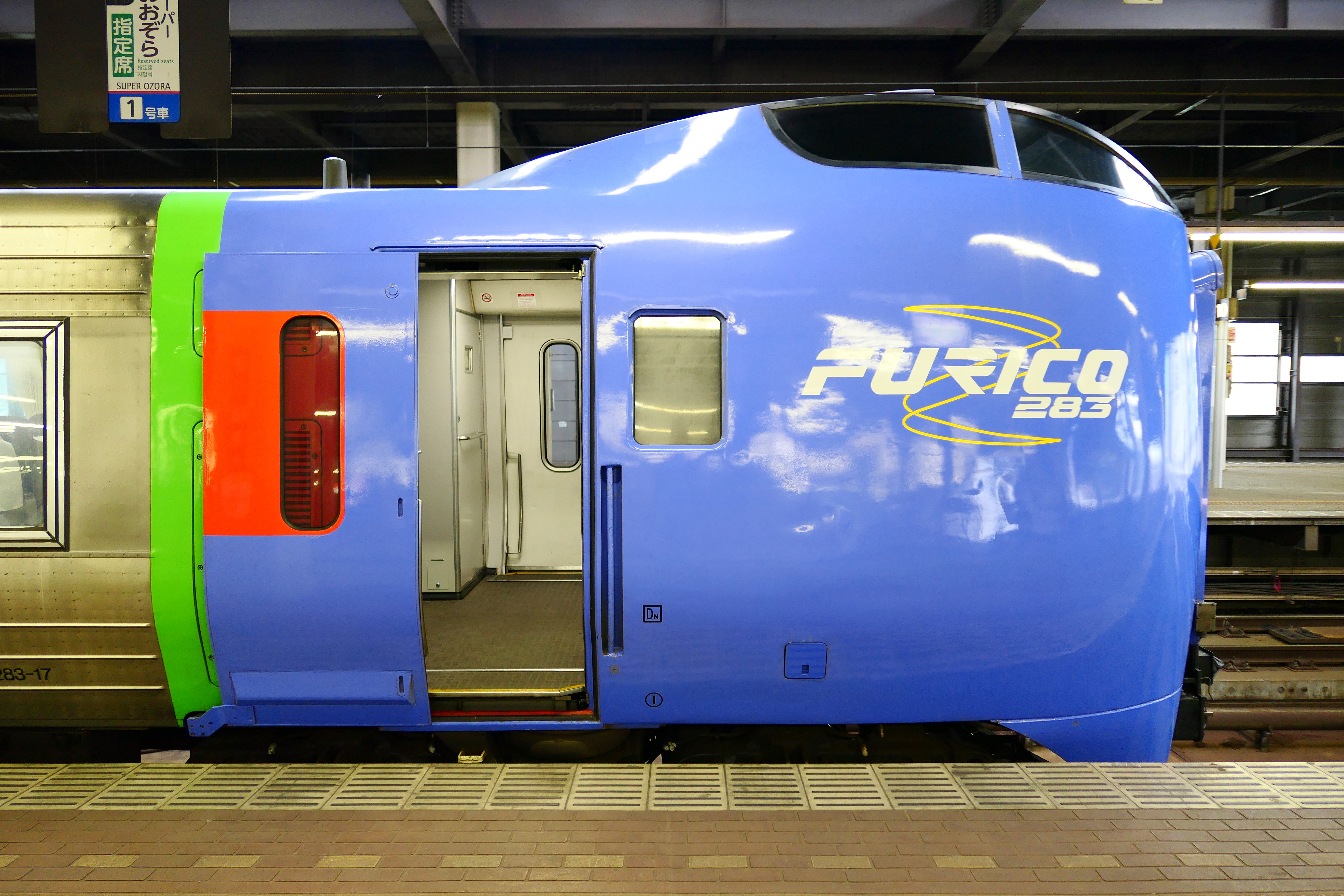
Cabine de conduite.
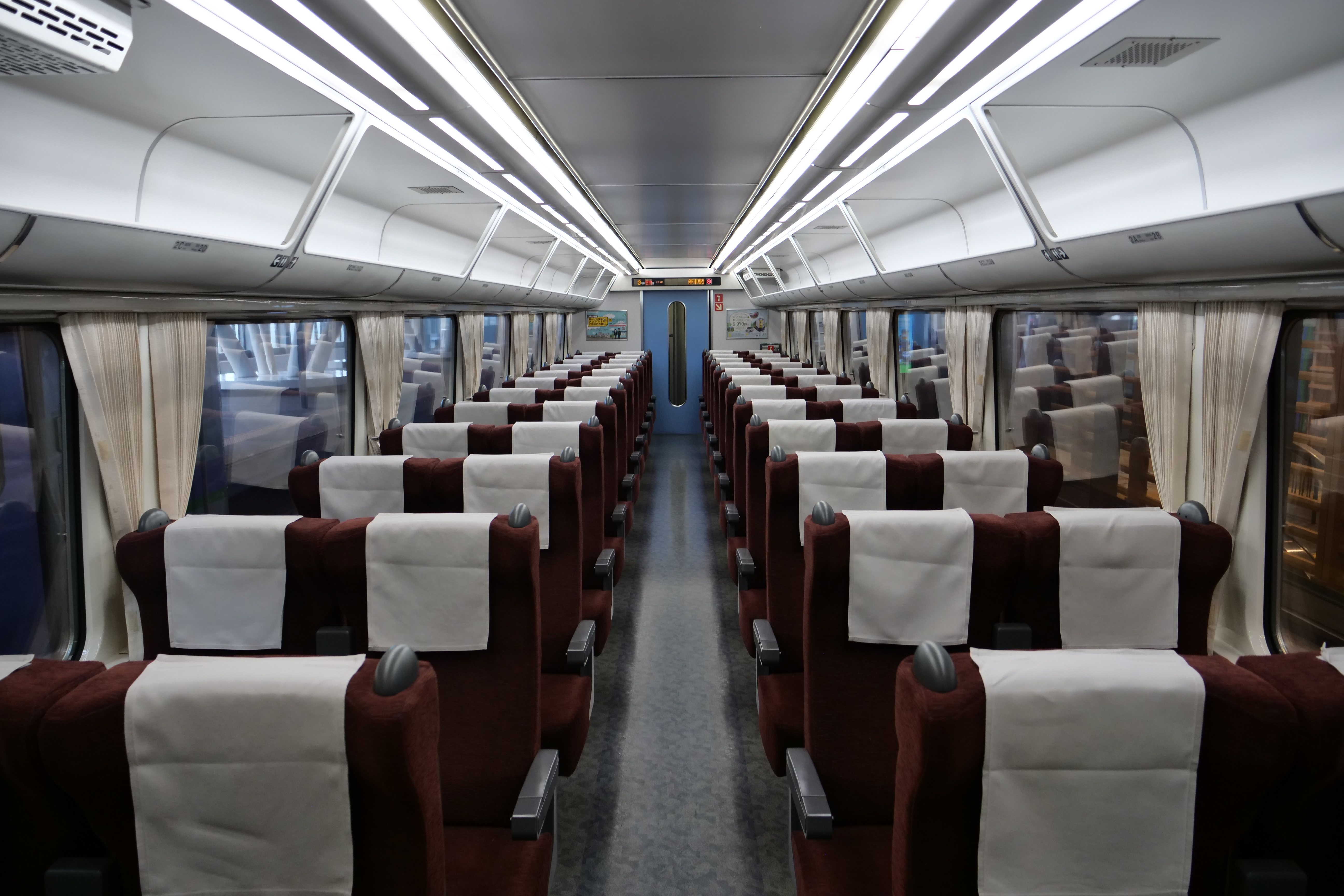
Intérieur voyageurs.
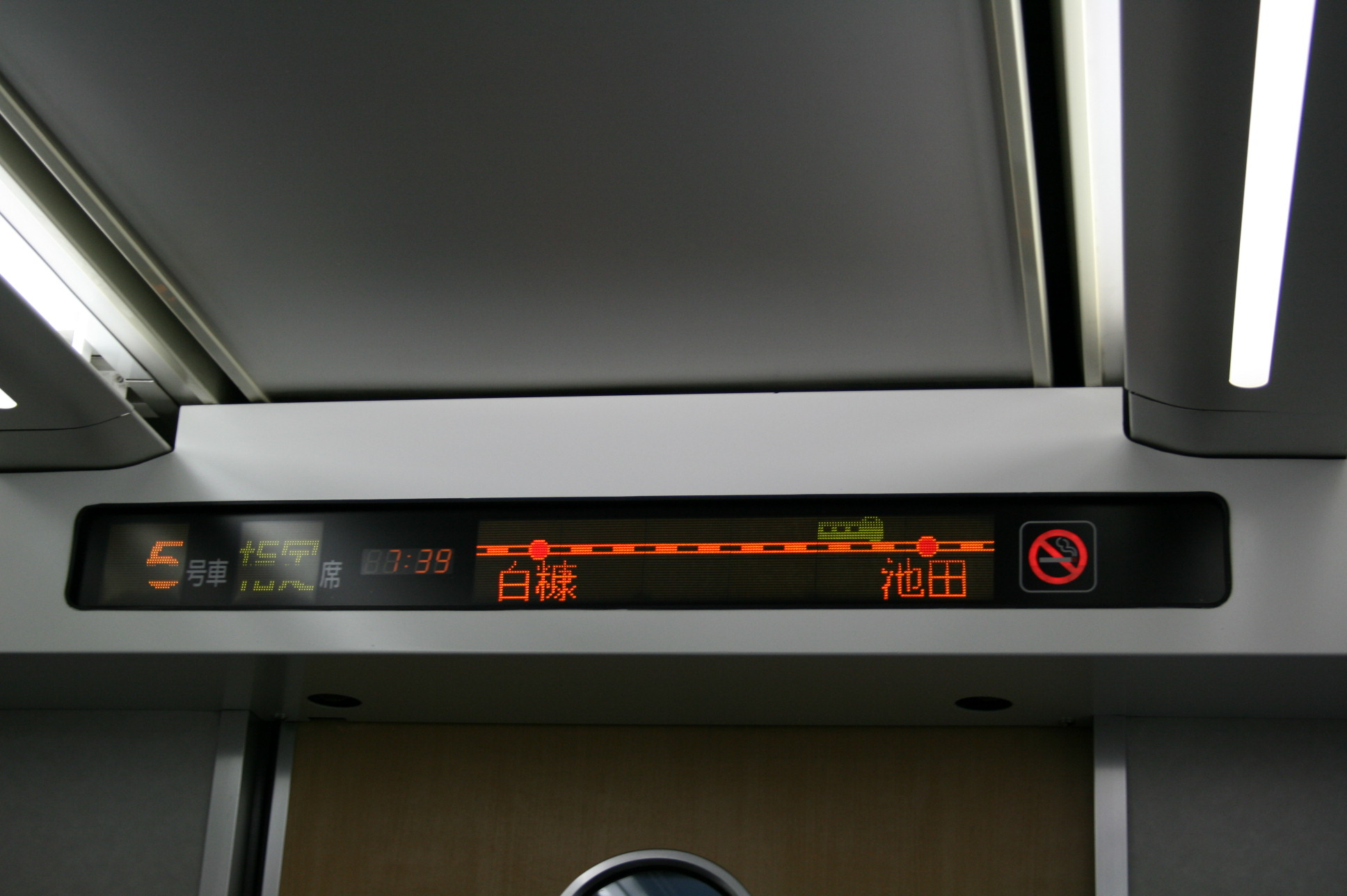
Information voyageurs.